# Guayape
Guayape (uit het Nahuatl: "Groot water") is een gemeente (gemeentecode 1511) in het departement Olancho in Honduras.
Het dorp ligt aan de voet van de Cerro Viejo, aan de rivier die ook Guayape heet. In de gemeente liggen verder de bergen La Loma en La Concepción. In de gemeente zijn een aantal watervallen.
Een groot deel van de grond is in handen van 3 families: Rivera, Lago, en Guerrero.

## Bevolking
De bevolking is als volgt verdeeld:
| Vrouwen | 6477 | 49,7% |
| Mannen  | 6550 | 50,3% |

## Dorpen
De gemeente bestaat uit vijftien dorpen (aldea), waarvan het grootste qua inwoneraantal: Santa Cruz de Guayape (code 151112).